# Льюс (округ)
Льюс (англ. Luce County) — округ в штате Мичиган, США. Официально образован в 1887 году. По состоянию на 2010 год, численность населения составляла 6 631 человек.

## География
По данным Бюро переписи США, общая площадь округа равняется 4 952,085 км2, из которых 2 328,412 км2 суша и 2 623,673 км2 или 53,000 % это водоёмы.

## Население
По данным переписи населения 2010 года в округе проживает 6 631 житель в составе 2 412 домашних хозяйств и 1 542 семей. Плотность населения составляет 3,00 человека на км2. На территории округа насчитывается 4 343 жилых строений, при плотности застройки около 2,00-х строений на км2. Расовый состав населения: белые — 80,40 %, афроамериканцы — 11,10 %, коренные американцы (индейцы) — 5,00 %, азиаты — 0,30 %, гавайцы — 0,00 %, представители других рас — 3,10 %, представители двух или более рас — 0,00 %. Испаноязычные составляли 1,20 % населения независимо от расы.
В составе 24,30 % из общего числа домашних хозяйств проживают дети в возрасте до 18 лет, 50,20 % домашних хозяйств представляют собой супружеские пары проживающие вместе, 9,30 % домашних хозяйств представляют собой одиноких женщин без супруга, 36,10 % домашних хозяйств не имеют отношения к семьям, 31,40 % домашних хозяйств состоят из одного человека, 13,80 % домашних хозяйств состоят из престарелых (65 лет и старше), проживающих в одиночестве. Средний размер домашнего хозяйства составляет 2,25 человека, и средний размер семьи 2,77 человека.
Возрастной состав округа: 17,90 % моложе 18 лет, 7,00 % от 18 до 24, 27,50 % от 25 до 44, 29,60 % от 45 до 64 и 29,60 % от 65 и старше. Средний возраст жителя округа 43 лет. На каждые 100 женщин приходится 0,00 мужчин. На каждые 100 женщин старше 18 лет приходится 0,00 мужчин.
Средний доход на домохозяйство в округе составлял 42 083 USD, на семью — 49 948 USD. Доход на душу населения составлял 18 294 USD. Около 12,60 % семей и 16,30 % общего населения находились ниже черты бедности, в том числе — 27,70 % молодежи (тех, кому ещё не исполнилось 18 лет) и 12,50 % тех, кому было уже больше 65 лет.